# Will Robson Emilio Andrade
Will Robson Emilio Andrade, meglio noto come Will (San Paolo, 15 dicembre 1973), è un ex calciatore brasiliano, di ruolo attaccante.

## Palmarès

### Club
- Campionato Paraense: 1

Remo: 1994

### Individuale
- Capocannoniere della J. League Division 1: 1

2001 (24 gol)